# Nijal Pearson
Nijal Pearson (Beaumont, 13 dicembre 1996) è un cestista statunitense.

## Carriera
Dopo aver trascorso la carriera universitaria con i Texas State Bobcats, nel 2020 firma il primo contratto professionistico con il Roanne, che lascia nel gennaio del 2021 per firmare con il Lahti. Il 19 agosto seguente passa ai Rostock Seawolves, con cui ottiene la promozione in Basketball-Bundesliga; l'8 luglio 2022 prolunga per un'altra stagione con il club tedesco.